# Kerk-Avezaath
Pour les articles homonymes, voir Kerk.
Kerk-Avezaath est un village appartenant à la commune néerlandaise de Buren. Le 1er janvier 2007, le village comptait 1 450 habitants.